# 국방군 무오설

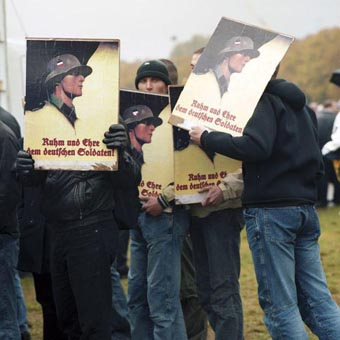

국방군 무오설(國防軍無誤說, 독일어: Saubere Wehrmacht, 영어: Clean Wehrmacht)이란 나치 독일의 군대인 독일 국방군에 관한 사이비역사학적 믿음으로서, 국방군이 각종 학살을 비롯한 전쟁범죄와는 무관했으며 그들은 관습적 전시법을 준수하는, 연합군과 마찬가지로 "깨끗한" 군대였다는 주장을 그 골자로 한다. 국방군 무오설은 독일연방공화국 건국 초창기에 냉전 상황 하에서 전직 국방군 인사들이 상술한 주장을 통해 자기변호를 한 것이 그 시초이다. 소련에 맞서는 우방으로서 서독과 그 군대가 필요했던 서방 연합군은 나치 정권에서 출세했던 장성이나 장교들이 명예로웠다거나 정치중립적이었다는 미신적 신화에 불과한 국방군 무오설의 탄생과 확산을 용인했다.
국방군 역시 나치당과 마찬가지로 전쟁범죄에 적극 참여했음은 역사학적으로 이제 변명의 여지가 없어졌지만, 국방군 무오설의 신화는 여전히 독일의 재향군인단체나 우익성향 출판사들을 통해 생명력을 이어나가고 있다. 국방군 무오설 서사에 따르는 이들은 국방군은 그 전신인 국가방위군과 마찬가지로 정부와 분리되어 있는, 정치중립적인 조직이었음을 주장하는 한편 국방군의 군사적 성취를 매우 강조하한다. 국방군 무오설 지지자들은 국방군이 홀로코스트를 비롯한 전쟁범죄에 연루되었다는 사실을 부인하고 이를 친위대를 비롯한 나치 조직들에게 모조리 떠넘기거나 설사 그 사실을 인정한다 하더라도 축소시키는 경향을 보인다.

## 전쟁 당시의 상황

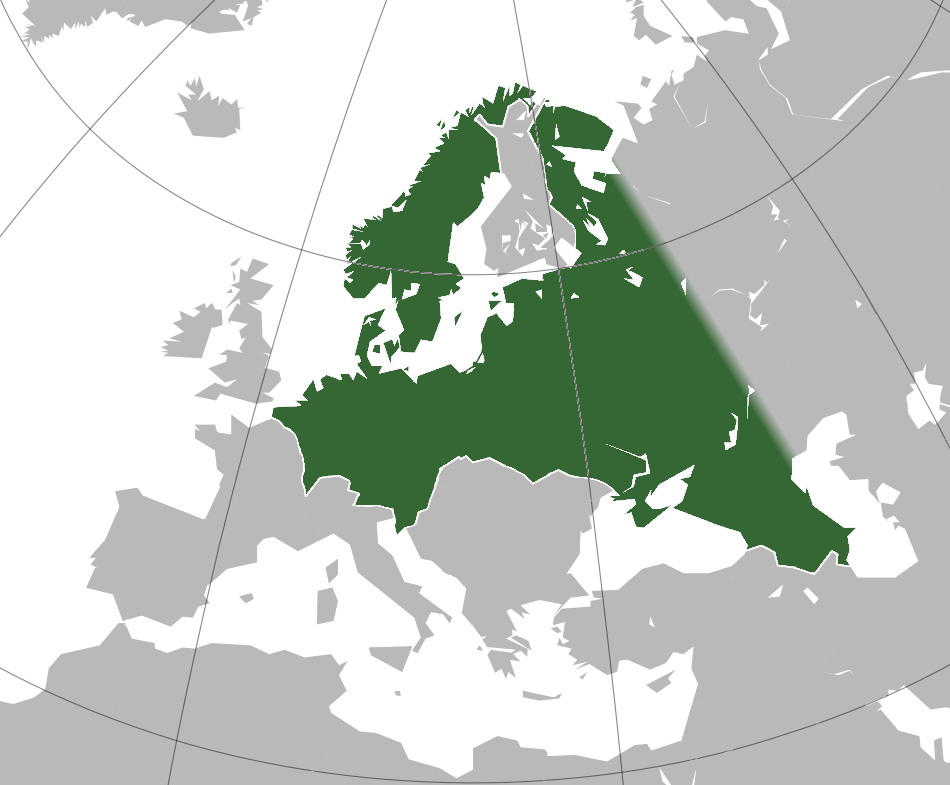
나치 지도부는 대게르만국을 건설하기 위해 동유럽을 정복하고 독일인들을 보내 식민하는 한편 원래 살고 있던 소련인들은 노예화하거나 절멸시켜야 한다고 생각했다.

나치의 시각에서 본 소련과의 전쟁은 "절멸전쟁(Vernichtungskrieg)"이라는 말로 요약된다. 나치 독일의 인종정책에 따르면 소련(을 비롯한 동유럽 전체)는 아리아 인종이 아닌 하등인간(Untermenschen)이었으며, "유대 볼셰비키 음모자들"이 그 하등인간들을 다스리고 있는 형국이었다. 그러므로 나치의 동방총괄계획에서는 러시아인을 비롯한 슬라브족 인구를 죽이거나, 쫓아내거나, 노예화시켜야 한다고 규정한다. 총괄계획은 "소계획(Kleine Planung)"과 "대계획(Große Planung)"으로 이루어져 있는데, 소계획이란 상술한 절멸정책을 전쟁 수행 와중에 동시 수행하는 것이고, 대계획은 전쟁에서 이긴 뒤에 나머지를 싹쓸이할 계획을 말한다.
독일군 장병들은 영화, 라디오, 강연, 서적, 찌라시 등을 통해 반공주의, 반유대주의, 반슬라브주의에 경도되어 있었고, 이는 소련 침공이 개시되기 전이나 후나 똑같았다. 소련 침공 이후 국방군 장교들은 병사들에게 그들은 "유대 볼셰비키 하등인간", "몽골 야만인", "쇄도하는 아시아인", "붉은 야수"와 싸우는 것이라고 했다. 독일군 장병 대다수는 나치의 이념과 표현에 따라 전쟁을 바라보았으며, 그 결과 그들의 적인 소련인을 인간 이하의 존재로 보게 되었다. 에리히 회프너 상급대장은 제4기갑집단 앞에서 소련과의 전쟁이 “독일 국민의 존재를 위한 투쟁에 필수적인 부분”이며, “그 투쟁은 오늘날 러시아를 소멸시키는 것을 목적으로 해야 할 것”이라고 연설했는데, 이는 바르바로사 작전의 성격과 나치 인종계획 사이의 연관성을 잘 보여준다.

## 신화의 토대
1945년 7월 17일에서 8월 2일 사이에 소련, 영국, 미국이 참여한 포츠담 회담에서 패망한 독일을 비무장화, 탈나치화, 민주화, 지방분권화시키는 것으로 독일을 어떻게 처리할 것인지에 대한 대략적인 결론이 내려졌다. 그러나 연합군의 조잡하고 비효율적인 처리는 독일 국민들이 이를 “도덕주의와 승자들의 정의의 유해한 혼합물”이라고 생각하고 거부감을 느끼게 만들었다.
뒤이어 냉전이 시작되면서 서방 연합군이 점령한 지역들에서는 독일의 비무장화가 유야무야되었으며, 그 핵심적 이유는 히틀러의 대외정책과 똑같은 “소비에트 볼셰비즘과의 싸움”이었다. 1950년 한국 전쟁이 발발하자 미국 입장에서 보면 소련이 새로운 가상적국이며 소련과의 대치를 위해서 독일이 부활해야 함이 명확해졌다. 미국과 서독의 정치인들은 신생 독일연방공화국의 군대를 재건해야 할 필요성을 두고 뜻이 일치하게 되었다.
1950년 10월 5일에서 9일 사이에 콘라트 아데나워 수상의 명령에 따라 전직 국방군 고급장교들이 히메로트 수도원에서 비밀리에 회동하여 서독의 재무장을 논의했다. 회의 참여자들은 여러 소위원회로 나뉘어 새로운 독일군의 정치, 윤리, 작전, 병참 각 분야를 파고들었다.
그리하여 회의의 결과 〈국제적 전투세력의 골조 하에서 서유럽 방어를 위한 독일군 창군 가능성에 관한 비망록〉이 작성되었고, 회의 장소의 이름을 따서 보통 〈히메로트 비망록〉이라고 부른다. 비망록은 그 자체로 계획서이자 동시에 서방 연합국과의 협상을 위한 기초였다.
히메로트 회의 참여자들은 국방군을 복권시키지 않으면 신생 독일군 창군은 이루어질 수 없다고 확신했고, 이에 따라 비망록에는 다음과 같은 세 가지 조항이 포함되게 된다.
- 전쟁범죄로 재소 중인 모든 독일 병사들을 석방한다.
- 무장친위대를 포함한 독일 병사들에 대한 "중상모략"은 중단되어야 한다.
- 독일의 군사에 관한 "국내 및 해외의 공공여론을 변화시키기 위한 수단"이 이루어질 필요가 있다.[10]

아데나워는 이 제안서를 받아들이고 서방 3강 대표자들에게 독일 병사들이 감옥에 갇혀 있는 상황에서는 독일군의 재건은 불가능하다고 설득했다. 이에 서독 정부의 편의를 봐주기 위하여 연합국은 다수의 전쟁범죄 형기를 감형한다.
1951년 1월에는 미국 대통령 드와이트 D. 아이젠하워가 “독일 병사들과 히틀러 및 그 범죄 패당들 사이에는 진정한 차이”가 존재한다는 성명을 발표했다. 아데나워 수상 역시 연방의회에서 유사한 발언을 했다. 이러한 서방 지도자들의 선언은 독일의 전쟁 수행에 대한 서방세계의 인식을 변화시켰고, 이는 결과적으로 국방군 무오설이라는 미신이 탄생할 토대를 닦게 된다.

## 전쟁범죄 책임 부정
상황이 이렇게 되자 서독 국민들과 정치인들은 1940년대 말에서 1950년대 사이 탈나치화를 명목으로 이루어진 “승자의 정의”와 집단죄의식 개념(역사학자 노르베르트 프라이의 표현)을 날카롭게 비난하기 시작했다. 압박을 받은 독일 연방의회는 사면령을 발효하여 많은 전쟁범죄자들을 감형했다.
변화하는 정치적 기상 역시 “깨끗한 국방군”의 이미지를 형성하는 데 기여했다. 친위대나 경찰에 의해 이루어진 범죄적 살해와 달리 국방군은 전시국제법에 따라 전쟁터에서 기사도적인 싸움을 하여 죽이고 죽었을 뿐 나치 정권 하에서 이루어진 범죄에는 연루되지 않았다는 믿음이 이루어졌다. 제니퍼 포레이(Jennifer Foray)는 네덜란드 점령 때 국방군의 활동을 연구한 2010년 논문에서 “최근 10여년 동안 이루어진 연구들을 살펴보면 국방군이 정치적 영역과는 무관했다는 통설은 지휘관들과 병사들이 공조하여 세심하게 만들어낸 허상에 불과함을 알 수 있다. 그들은 전쟁 당시에나 전쟁 이후에나 자신들이 국가사회주의자들이 이념적으로 저지른 살인 활동으로부터 거리를 두고자 했다”고 주장했다.
또한 전직 국방군 장교들이 회고록을 쓰고 군사사 연구에 참여한 것도 이러한 풍조를 부채질했다. 이쪽 방면으로 대표적인 인사가 프란츠 할더인데, 할더는 전쟁포로로 붙잡힌 이후 미국 육군 역사부에서 군사사 연구에 참여하며 자신과 마찬가지로 연구에 참여한 다른 독일군 장교들의 저술들을 비공식적으로 감독했고, 미국에 넘어간 독일의 전쟁기록에 독점적으로 접근할 수 있었다.
1955년 10월 7일 소련에 붙잡혀 있던 마지막 전쟁포로가 귀국하자 전직 국방군 및 무장친위대원 600명이 프리틀란트 병영에서 다음과 같은 내용을 공개적으로 선서했고 이는 언론의 관심을 끌게 된다.

| “ | 독일 국민과 고인이 된 독일 및 소련군들의 앞에서 우리는 우리가 살인을 저지르지도, 겁탈하지도, 약탈하지도 않았음을 맹세합니다. 만약 우리가 다른 이들에게 고통과 슬픔을 끼쳤다면, 그것은 전시국제법에 따른 행위였습니다. | ” |
|   | — |   |

## 허물어진 신화
2011년, 프라이부르크의 군사사학자 볼프람 베테가 국방군 무오설은 “집단적 위증죄”라고 선언했다. 서방 연합국에 넘어갔던 구 국방군 문서들이 통일 독일로 속속 돌아옴에 따라, 국방군 무오설이 더 이상 유지될 수 없다는 것이 확실해졌다. 국방군이 셀 수 없이 많은 나치 범죄에 광범위하게 연루되었다는 문서 증거들이 존재하며, 대표적으로 정치장교 지령이 그러한 문서 중 하나이다.
국방군 무오설의 옹호자들은 국방군이 나치 이념으로부터 독립적이라고 주장하고 그 전쟁범죄를 부인하거나 일부 개인의 문제로 돌리려 하지만, 1980년대에서 1990년대 사이 목격자 진술, 법정 문서, 전방의 서한, 개인 일기 등을 통해 이루어진 역사 연구에서는 국방군이 동부전선에서 이루어진 다수의 학살과 전쟁범죄, 그리고 홀로코스트에 직접적으로 또 구조적으로 관여했다는 증거가 속속 드러나게 되었다.
1990년대에서 2000년대 사이에는 함부르크 사회연구소에서 이러한 범죄 사실을 보다 널리 알리기 위해 노력했다. 역사학자 크리스티안 하르트만은 2009년 “더이상 그 누구도 ‘깨끗한’ 국방군이라는 기만적인 미신을 표출해서는 안 된다. 그들의 죄는 너무나 압도적이어서 어떠한 논쟁도 불필요하다”고 말했다.
2000년, 역사학자 트루먼 앤더슨(Truman Anderson)은 “국가사회주의적 세계관과 국방군 사이에 존재한 친밀성, 특히 반공주의와 반유대주의라는 공통점에 대한 재인식”을 둘러싼 새로운 학술적 총의가 이루어지고 있다고 밝혔다. 이와 유사하게 벤 셰퍼드(Ben Shepherd)는 “오늘날의 대부분의 역사학자들은 제3제국의 범죄에 국방군이 연루된 규모를 인정하고 있다”고 썼다. 다만 그는 “국방군의 범죄가 이루어지는 데 있어 이념, 출세주의, 무자비한 군사적 공리주의, 그리고 주위 환경의 압박들 중 무엇이 상대적으로 중요한 역할을 했는지에 대해서는 상당한 논란의 여지가 남아 있다”고 덧붙였다.

## 같이 보기
- 독일 국방군의 전쟁범죄
- 나치즘과 국방군
- 롬멜 신화

## 참고 자료
영어 문헌
- Abenheim, Donald (1989). 《Reforging the Iron Cross: The Search for Tradition in the West German Armed Forces》. Princeton University Press. ISBN 9780691602479.
- Anderson, Truman (July 2000). “Germans, Ukrainians and Jews: Ethnic Politics in Heeresgebiet Sud, June– December 1941”. 《War in History》 7 (3): 325–351. doi:10.1177/096834450000700304.
- Bartrop, Paul R.; Jacobs, Leonard, 편집. (2014). 《Modern Genocide: The Definitive Resource and Document Collection》 1. Santa Barbara, Calif.: ABC-CLIO. ISBN 978-1-61069-363-9.
- Blood, Phillip W. (2006). 《Hitler's Bandit Hunters: The SS and the Nazi Occupation of Europe》. Potomac Books. ISBN 978-1597970211. 2015년 12월 24일에 원본 문서에서 보존된 문서. 2017년 3월 26일에 확인함.
- Boog, Horst; Förster, Jürgen; Hoffmann, Joachim; Klink, Ernst; Müller, Rolf-Dieter; Ueberschär, Gerd R. (1998). 《Attack on the Soviet Union》. Germany and the Second World War IV. Translated by Dean S. McMurry, Ewald Osers, Louise Willmot. Oxford: Clarendon Press. ISBN 0-19-822886-4.
- Foray, Jennifer (October 2010). “The 'Clean Wehrmacht' in the German-occupied Netherlands, 1940–5”. 《Journal of Contemporary History》 45 (4): 768–787.
- Fritz, Stephen: Ostkrieg: Hitler's War of Extermination in the East. 2015.
- Patricia Heberer and Jürgen Matthäus, 편집. (2008). 《Atrocities on Trial: Historical Perspectives on the Politics of Prosecuting War Crimes》. Washington, D.C.: University of Nebraska Press. 232쪽. ISBN 978-0-8032-1084-4. 2016년 6월 2일에 원본 문서에서 보존된 문서. 2016년 5월 15일에 확인함.
- 《War Of Extermination: The German Military In World War II, edited by Hannes Heer and Klaus Naumann》. Berghahn Books. 2004. ISBN 1-57181-232-6.
- Kay, Alex J. (2011) [2006]. 《Exploitation, Resettlement, Mass Murder: Political and Economic Planning for German Occupation Policy in the Soviet Union, 1940–1941》. New York: Berghahn Books. ISBN 9781845451868.
- Large, David C. (1987). “Reckoning without the Past: The HIAG of the Waffen-SS and the Politics of Rehabilitation in the Bonn Republic, 1950–1961”. 《The Journal of Modern History》 (University of Chicago Press) 59 (1): 79–113. JSTOR 1880378.
- Müller, Rolf-Dieter; Uberschär, Gerd (1997). 《Hitler's War in the East 1941–1945: A Critical Assessment》. New York: Berghan Books. ISBN 978-1-84545-501-9. 2016년 3월 4일에 원본 문서에서 보존된 문서. 2016년 5월 15일에 확인함.
- Neitzel, Sönke; Welzer, Harald (2012). 《Soldaten: On Fighting, Killing and Dying》. Simon and Schuster. ISBN 978-1-84983-949-5.
- Rutherford, Jeff: Combat and Genocide on the Eastern Front: The German Infantry’s War, 1941-1944. 2014.
- Shepherd, Ben (June 2009). “The Clean Wehrmacht, the War of Extermination, and Beyond”. 《War in History》 52 (2): 455–473. doi:10.1017/S0018246X09007547.
- Smelser, Ronald; Davies, Edward J. (2008). 《The Myth of the Eastern Front: The Nazi-Soviet War in American Popular Culture》. New York: Cambridge University Press. ISBN 978-0-521-83365-3.
- Tauber, Kurt (1967). 《Beyond Eagle and Swastika: German Nationalism Since 1945》. Middletown, Conn.: Wesleyan University Press.
- Wette, Wolfram (2007). 《The Wehrmacht: History, Myth, Reality》. Cambridge, Mass.: Harvard University Press. ISBN 9780674025776. 2016년 2월 4일에 원본 문서에서 보존된 문서. 2016년 5월 15일에 확인함.

독일어
- Detlev Bald, Johannes Klotz, Wolfram Wette: Mythos Wehrmacht. Nachkriegsdebatten und Traditionspflege. Aufbau, Berlin 2001, ISBN 3-7466-8072-7.
- Michael Bertram: Das Bild der NS-Herrschaft in den Memoiren führender Generäle des Dritten Reiches, Ibidem-Verlag 2009, ISBN 978-3-8382-0034-7.
- Rolf Düsterberg(독일어판): Soldat und Kriegserlebnis. Deutsche militärische Erinnerungsliteratur (1945--1961) zum Zweiten Weltkrieg. Motive, Begriffe, Wertungen., Niemeyer 2000, ISBN 978-3-484-35078-6.
- Jürgen Förster(독일어판): Die Wehrmacht im NS-Staat. Eine strukturgeschichtliche Analyse. Oldenbourg, München 2007, ISBN 3-486-58098-1.
- Lars-Broder Keil, Sven Felix Kellerhoff: Ritterlich gekämpft? Verbrechen der Wehrmacht 1941–1945. In: Deutsche Legenden. Vom „Dolchstoß“ und anderen Mythen der Geschichte. Links, Berlin 2002, ISBN 3-86153-257-3, S. 93–117.
- Wilfried Loth, Bernd-A. Rusinek(독일어판): Verwandlungspolitik: NS-Eliten in der westdeutschen Nachkriegsgesellschaft. Campus, Frankfurt am Main 1998, ISBN 3-593-35994-4.
- Walter Manoschek(독일어판), Alexander Pollak, Ruth Wodak, Hannes Heer (Hrsg.): Wie Geschichte gemacht wird. Zur Konstruktion von Erinnerungen an Wehrmacht und Zweiten Weltkrieg. Czernin, Wien 2003, ISBN 3-7076-0161-7.
- Walter Manoschek(독일어판): Die Wehrmacht im Rassenkrieg. Der Vernichtungskrieg hinter der Front. Picus, Wien 1996, ISBN 3-85452-295-9.
- Manfred Messerschmidt(독일어판): Die Wehrmacht im NS-Staat. Zeit der Indoktrination. von Decker, Hamburg 1969, ISBN 3-7685-2268-7.
- Rolf-Dieter Müller, Hans-Erich Volkmann(독일어판) (Hrsg.): Die Wehrmacht. Mythos und Realität. Hrsg. im Auftrag des Militärgeschichtlichen Forschungsamtes. Oldenbourg, München 1999, ISBN 3-486-56383-1.
- Klaus Naumann: Die „saubere“ Wehrmacht. Gesellschaftsgeschichte einer Legende. In: Mittelweg 36 7, 1998, Heft 4, S. 8–18.
- Sönke Neitzel, Harald Welzer: Soldaten: Protokolle vom Kämpfen, Töten und Sterben Fischer (S.), Frankfurt 2011, ISBN 978-3-10-089434-2
- Kurt Pätzold(독일어판): Ihr waret die besten Soldaten. Ursprung und Geschichte einer Legende, Militzke 2000, ISBN 978-3-86189-191-8
- Alexander Pollak(독일어판): Die Wehrmachtslegende in Österreich. Das Bild der Wehrmacht im Spiegel der österreichischen Presse nach 1945. Böhlau, Wien 2002, ISBN 3-205-77021-8.
- Alfred Streim(독일어판): Saubere Wehrmacht? Die Verfolgung von Kriegs- und NS-Verbrechen in der Bundesrepublik und der DDR. In: Hannes Heer (Hrsg.): Vernichtungskrieg. Verbrechen der Wehrmacht 1941–1944. Hamburg 1995, ISBN 3-930908-04-2, S. 569–600.
- Peter Steinkamp, Bernd Boll, Ralph-Bodo Klimmeck: Saubere Wehrmacht: Das Ende einer Legende? Freiburger Erfahrungen mit der Ausstellung. Vernichtungskrieg: Verbrechen der Wehrmacht 1941 bis 1944. In: Geschichtswerkstatt 29, 1997, S. 92–105.
- Michael Tymkiw: Debunking the myth of the saubere Wehrmacht. In: Word & Image 23, 2007, Heft 4, S. 485–492.
- Wolfram Wette(독일어판): Die Wehrmacht. Feindbilder, Vernichtungskrieg, Legenden. Fischer, Frankfurt am Main 2002, ISBN 3-7632-5267-3.